# Değirmenyolu, Defne
Değirmenyolu là một xã thuộc huyện Defne, tỉnh Hatay, Thổ Nhĩ Kỳ. Dân số thời điểm năm 2011 là 2.088 người.